# Цетрарія
Цетрарія (Cetraria) — рід лишайників родини пармелієві. Назва вперше опублікована 1803 року. Один з центральних родів родини пармелієвих, на початку XXI століття декілька разів піддавався таксономічним ревізіям, тому низка видів то включалися до складу, то виключалися знову. Станом на 2017 рік містить 35 видів.
До роду належать коричневі або жовтувато-зелені лишайники. Талом листуватий, кущикоподібний (субфрутикозний). Псвевдоцифели наявні або відсутні, якщо є, то знаходяться по краях або на нижній поверхні. Апотеції та пікнидії розташовані по краях талому. Аскоспори еліпсоїдної форми. Центри різноманіття — Європа та Гімалаї, поширені всесвітньо.

## Види
Деякі види:
- Cetraria aculeata
- Cetraria australiensis
- Cetraria corrugata
- Cetraria endochrysea
- Cetraria flavonigrescens
- Cetraria isidiigera
- Cetraria islandica
- Cetraria laii
- Cetraria muricata
- Cetraria odontella
- Cetraria racemosa
- Cetraria sepincola
- Cetraria sinensis
- Cetraria steppae
- Cetraria wangii
- Cetraria weii